# 작은긴꼬리땃쥐텐렉
작은긴꼬리땃쥐텐렉(Microgale longicaudata)은 텐렉과에 속하는 포유류의 일종이다.

## 분포 및 서식지
마다가스카르섬의 토착종이다. 자연서식지는 아열대 또는 열대 기후 지역의 저지대 습지 숲과 아열대 또는 열대 산지 숲이다. 서식지 감소로 위협을 받고 있다.